# Assassin's Creed III
Assassin's Creed III è un videogioco sviluppato da Ubisoft Montréal e pubblicato da Ubisoft. È il quinto capitolo della serie originale di Assassin's Creed, nonché il seguito di Assassin's Creed: Revelations del 2011.
In Europa è disponibile dal 31 ottobre 2012 sulle piattaforme PlayStation 3 e Xbox 360 e dal 22 novembre 2012 per Microsoft Windows. La versione Wii U è stata messa in commercio insieme alla console il 18 novembre 2012 negli Stati Uniti e il 30 novembre in Europa. Lo stesso giorno del lancio su console, esce Assassin's Creed III: Liberation, in esclusiva su console PlayStation Vita, capitolo spin-off del gioco principale, ma con collegamenti sia storici che spirituali tra i due.
Accolto molto positivamente dalla critica, il gioco ha venduto dieci milioni di copie ed è stato insignito di circa sessanta premi E3. Una versione remastered, che contiene tutti i DLC e la versione rimasterizzata di Assassin's Creed III: Liberation, è stata pubblicata per PC, PlayStation 4 e Xbox One il 29 marzo 2019, e dal 21 maggio dello stesso anno per Nintendo Switch.

## Trama
Il gioco riprende esattamente dove era finito Revelations: Desmond si risveglia dal coma nell'Animus dopo aver ricevuto, da Giove in persona, istruzioni su come prevenire il cataclisma solare, previsto per il 21 dicembre 2012, usando un vecchio tempio dei Precursori situato vicino l'odierna New York.. Nel gruppo è presente anche William Miles, padre del protagonista con cui Desmond ha un rapporto conflittuale, che è l’attuale Mentore degli Assassini moderni. Aperta la porta con la Mela dell'Eden e accesi i macchinari interni, Desmond sviene per l'effetto osmosi e viene reinserito nell'Animus, dove rivive i ricordi di due suoi antenati inglesi, Haytham Kenway, vissuto tra l'Inghilterra e il Nord America, nel XVIII secolo, e Connor Kenway, figlio di Haytham.
Nel 1754, Haytham uccide, durante un'esibizione all'Opera di Londra, un anziano nobile: un Assassino di nome Miko a cui poi ruba un medaglione, che si rivelerà essere un manufatto dei Precursori, che funge da chiave per il Tempio americano nel quale si trovano i protagonisti nel presente. Pertanto, Haytham riceve l'ordine, dai suoi superiori, di andare nelle colonie nel Nuovo Mondo, per aprire il Tempio e carpirne i segreti. Dopo mesi di viaggio e peripezie, Haytham giunge nelle colonie, dove trova e riorganizza i suoi confratelli locali: Charles Lee, William Johnson, Thomas Hickey, Benjamin Church e John Pitcairn. Per raggiungere il Tempio, Haytham cerca di farsi amico la tribù Mohawk, che da sempre abita la zona in cui gli Assassini sospettano si trovi il Tempio, perciò uccide in battaglia il crudele e fanatico Generale Edward Braddock, colpevole di voler sterminare e schiavizzare i nativi, in nome del progresso e della civiltà. Nel mentre, Haytham conosce la nativa Mohawk Kaniehti, della quale si innamorerà: la donna, in seguito, porterà in grembo, a sua insaputa, suo figlio. Ottenuta l'amicizia nativa, Haytham scopre con stupore che il medaglione non apre il tempio, perciò la missione si rivela un fallimento. Haytham decide comunque di rafforzare l'Ordine nelle colonie, ma si scoprirà, con un grande colpo di scena, che Kenway non è un Assassino, bensì un Templare, con grande sgomento da parte di Desmond e dei suoi compagni.
La trama quindi si focalizza sul figlio mezzosangue di Haytham, la cui infanzia idilliaca nella valle abitata dalla tribù di sua madre viene terribilmente interrotta dalla Guerra dei sette anni, durante la quale il villaggio viene distrutto dalle truppe inglesi, su ordine di George Washington, al fine di evitare alleanze tra nativi e francesi. Il piccolo protagonista assiste impotente alla morte della madre, evento che Connor attribuirà a Charles Lee. Poco prima dell'incendio, infatti, il piccolo fa la conoscenza di Lee e degli altri, che lo aggrediscono verbalmente e fisicamente, vicino al villaggio. Circa dieci anni dopo, Connor, che esprime più volte la sua insofferenza verso la politica isolazionista della tribù, viene a contatto con un manufatto dei Precursori, custodito dalla Grande Madre. Il manufatto scatena in lui una visione in cui Giunone gli ordina di unirsi agli Assassini per combattere i Templari, al fine di proteggere il Tempio e di recuperare il medaglione e nasconderlo, almeno fino a quando il predestinato, ovvero Desmond, non dovrà usarlo per accedere alla parte interna dell'ipogeo e salvare così il mondo. Connor abbandona la tribù e attraversa le terre selvagge, fino a raggiungere l'ultimo Assassino americano sopravvissuto al massacro templare di qualche anno prima: Achille Davenport. Il vecchio e ottuso mentore si era rifugiato da parecchio tempo nella sua Tenuta, sentendosi ormai solo e abbandonato, dopo aver perso figlio e moglie in una grave epidemia di brucellosi e dopo la rovinosa distruzione del ramo coloniale della Confraternita degli Assassini.
Dopo aver ridato speranza all'anziano mentore disincantato, Connor viene accettato come seguace dal vecchio, che gli dà il nome del figlio morto, per l’appunto Connor, al fine di confondersi meglio nella società razzista degli europei. A questo punto, Connor dovrà destreggiarsi per tutta la durata della guerra di indipendenza, all'incirca dal 1775 al 1783, tra il tentativo di rifondare la Confraternita, il reclutamento di nuovi adepti per liberare le tredici colonie dai Templari, il sostegno ai patrioti americani con lo scopo di fondare una nuova nazione basata sull'uguaglianza e la libertà e la salvaguardia della sua tribù d'origine. Inoltre, dovrà guidare spedizioni marittime a bordo del veliero Aquila, di proprietà della Confraternita, per liberare le rotte commerciali e il tratto atlantico coloniale da pirati ed inglesi, entrambi manovrati nell'ombra dai Templari e comandati dal Gran Maestro Haytham e dal suo pupillo, Charles Lee, nel frattempo divenuto per Connor nemico giurato, come lo era stato Rodrigo Borgia per Ezio Auditore.
Alla fine della guerra, Connor ottiene la sua vendetta: è costretto ad uccidere il padre, nonostante provasse per lui sentimenti contrastanti, e infine riesce anche ad eliminare il crudele Lee, ma nonostante ciò capisce che c'è ancora molto da fare. La neonata nazione, però, non ha perso la vecchia mentalità razzista e imperialista inglese, ai danni delle minoranze native e afroamericane. Nonostante per anni tra i coloni ribelli fossero diventate popolari le parole di libertà e uguaglianza, la schiavitù rimane una triste realtà sociale. Al danno si aggiunge anche la beffa, quando Connor scopre che la sua tribù ha dovuto abbandonare il territorio vicino al Tempio, a causa del neonato governo americano, che ha comprato il terreno dei nativi, che lo hanno ceduto per pagare i debiti di guerra, costringendoli a spostarsi.
Alla fine, Desmond ottiene il ricordo voluto, ovvero l'ubicazione del medaglione: Connor lo ha nascosto nella tomba del vero Connor Davenport, sepolto vicino al padre Achille, morto di vecchiaia qualche anno prima. All'esterno dell'Animus, Desmond dovrà andare in posti quali Manhattan e Brasile, usando le abilità apprese con l'osmosi da Connor, Ezio e Altair, con l'obiettivo di recuperare i dispositivi energetici degli antichi per riattivare le macchine che dovranno poi salvare il mondo. Durante queste missioni, Demsond si scontrerà con Daniel Cross, la spia Templare che nel 2000 aveva ucciso il vecchio Mentore e portato gli Assassini sull'orlo della distruzione totale. Il finale di queste missioni avviene nella stessa struttura dell'Abstergo a sud di Roma, dove il protagonista era tenuto prigioniero nel primo Assassin's Creed. Desmond è costretto a tornarvi per salvare il padre William, catturato dai Templari durante il recupero di un manufatto in Egitto. Una volta all'interno, Desmond assassina Cross e usa i poteri della Mela per liberare il padre e uccidere Warren Vidic, responsabile del progetto Animus e antagonista del ragazzo fin dal primo capitolo della saga.
Ora che padre e figlio si sono riappacificati e sono di nuovo in possesso del medaglione, e dopo aver aperto la tomba di Connor Davenport, il gruppo apre la parte bloccata del Tempio. Qui, gli Assassini trovano un piedistallo che, stando alle parole di Giunone, la quale è sempre stata presente nel corso del gioco, sotto forma di ologramma senziente, deve essere attivato dal giovane Miles, per salvare il pianeta dall'imminente eruzione solare, destinata a spazzare via l'umanità. A sorpresa, appare Minerva, che avverte gli Assassini di non farlo: Giunone in realtà è malvagia e desidera solo conquistare il mondo e schiavizzare gli umani, che odia poiché li considera la causa della fine del suo popolo e di tutti coloro che lei amava. Minerva e Giove avevano infatti tentato di ucciderla e avevano intrappolato il suo corpo nella zona inaccessibile del Tempio, perché la dea non attuasse il suo folle piano. Giunone però sopravvisse e utilizzò la tecnologia trascendentale per trasferire la sua coscienza nel Grande Tempio, guidando gli eventi attraverso i secoli, in attesa di essere liberata. Minerva spiega poi a Desmond e compagni che devono lasciare le cose come stanno e permettere alla tempesta solare di spazzare via la maggior parte dell'umanità. Desmond, in seguito, guiderà i sopravvissuti diventando una nuova guida spirituale per la rinata umanità e le sue parole sopravviveranno molto tempo alla sua morte naturale. Come sempre accade nei cicli millenari della civiltà umana, però, le sue parole e la religione da esse derivata verranno distorte nei secoli e utilizzate per schiavizzare le masse, come già successo nelle ere precedenti. In caso contrario, solo Desmond può attivare la macchina, poiché solo lui possiede il DNA dei Precursori, fonte necessaria per accenderla. L'attivazione della macchina, però, lo ucciderebbe.
Desmond si trova quindi di fronte alla prospettiva di lasciar morire l'umanità attuale, solo per tener prigioniera Giunone, anche se, molto probabilmente, ciò si sarebbe perpetuato ancora, in un continuo ciclo temporale. Il ragazzo però si rifiuta di farlo, sostenendo che c'è sempre una speranza e che non è detto che la Confraternita non possa trovare, in futuro, un modo per combattere Giunone. Decide perciò di sacrificarsi, dicendo addio al padre, con cui si era da poco ritrovato, e agli altri due confratelli, ordinando loro di lasciare il Tempio. I tre obbediscono riluttanti e Desmond attiva il macchinario, che genera una sorta di campo difensivo attorno al globo, simile a un'aurora boreale, che tutela la vita e la civiltà dalle radiazioni solari, spezzando così un ciclo di distruzione e creazione del pianeta perpetuato per troppo tempo. Ma l'energia sprigionata è tale da condurre Desmond alla morte.
Circa quindici ore dopo la sua morte, due agenti Abstergo prelevano il cadavere di Desmond. Durante i titoli di coda Giunone, ormai libera, torreggia sul cadavere di Desmond, dicendogli che ha interpretato bene la sua parte, ma ormai è tempo che lei interpreti la sua, quindi se ne va. Dopo i titoli di coda, assistiamo all'epilogo delle vicende di Connor che, dopo aver ereditato la villa e la proprietà di Achille, si reca nel sotterraneo dove sono conservate le armi e gli abiti dell'Ordine, staccando i quadri di tutti i Templari, per poi bruciarli. Quindi, il ragazzo si reca all'aperto e stacca dall'entrata il Tomahawk che aveva piantato lì quando dichiarò guerra aperta ai Templari, a simboleggiare la fine della sua missione. Dopo aver saputo della sopracitata partenza del proprio popolo, Connor si reca a New York, dove è testimone della cacciata degli inglesi dal suolo americano: sta avvenendo l'effettiva nascita degli Stati Uniti d'America, nonostante sia chiaro il senso di tristezza e malinconia che percuote il nativo, resosi conto ormai di non aver portato a termine la sua promessa nei confronti del suo popolo, scacciato dai suoi stessi alleati.

## Modalità di gioco

Connor, il protagonista del gioco

Come di consueto il protagonista del gioco è un antenato di Desmond Miles, il giovane Connor Kenway, un mezzosangue anglo-mohawk (conosciuto anche con il suo nome in lingua Mohawk Ratohnhaké: ton, che significa "vita piena di graffi"). Il gioco presenta una mappa open world, ricca di oggetti da raccogliere e missioni secondarie. All'inizio la mappa sarà piccola, ma si potrà estendere esplorando o sincronizzando i Punti di Osservazione sparsi per il mondo. Nelle due città sono presenti dei sotterranei da esplorare, essenziali per trovare i Punti di Viaggio Rapido, utili per muoversi velocemente per il mondo. Grazie al nuovo motore grafico AnvilNext, inoltre, si può assistere all'alternanza delle stagioni e al cambiamento delle condizioni atmosferiche che influiscono sui comportamenti dei personaggi.
Nel gioco fa la sua comparsa per la prima volta l'Animus 3.0: come era successo per Assassin's Creed II, sono state apportate migliorie all'HUD (ad esempio, è cambiata la configurazione dei comandi a schermo), e sia la barra della salute che l'indicatore di stato sociale (ISS) hanno subito cambiamenti, la prima in grado di auto-rigenerarsi e quindi non più legata all'uso di medicinali, e il secondo caratterizzato da una reazione molto più violenta dei nemici rispetto a quanto visto nei precedenti capitoli (al livello 3, quello più alto, i nemici attaccheranno immediatamente il giocatore appena lo vedranno, mentre nei giochi precedenti al livello Famigerato i nemici si limitavano a indagare a vista).
Un'altra grande novità rispetto ai precedenti capitoli sono le missioni navali: in questo capitolo della serie infatti Connor potrà prendere il comando di un vascello da battaglia, l'Aquila, per svolgere diverse missioni che prevedono per lo più l'inseguimento e l'eliminazione di bersagli, ma anche la scorta di navi alleate o altri tipi di missione, il tutto accompagnato da condizioni atmosferiche realistiche che rendono la navigazione, soprattutto durante le tempeste, estremamente avvincente.

### Combattimento
L'epoca storica d'ambientazione e le origini indigene del protagonista hanno comportato un aggiornamento delle armi a disposizione del giocatore, tra le quali fanno capolino per la prima volta l'arco ed il Tomahawk, una speciale ascia da battaglia usata dai nativi americani, ma si può contare anche su una coppia di pistole, fucili, pugnali, sciabole, spade di diverso genere, martelli a due mani e una fune capace, trovandosi sugli alberi, di catturare i nemici senza strepito; infine l'immancabile lama celata, arma simbolo degli assassini, protagonisti della saga.
Per attaccare i nemici non bisogna più bloccarli con l'azione specifica, mentre il sistema che permette di parare e contrattaccare è gestibile con un singolo tasto. Questo pertanto è il primo capitolo della saga che ha abbandonato il precedente sistema di combattimento, che si divideva in basso e alto profilo. Per rendere l'azione ancora più spettacolare, Assassin's Creed III consente di uccidere in corsa. Nelle recensioni del gioco è emerso che il sistema di combattimento resta ancorato ad una I.A. troppo permissiva. I nemici attaccano molto raramente in coppia e sembrano rifiutare tattiche di combattimento che prediligano la sopraffazione numerica.
Nel gioco, Connor può cacciare animali, e vendere le loro pelli, o risorse, per guadagnare dei soldi. Può anche interagire con gli animali sparsi per le città di New York e Boston. A differenza degli altri episodi di Assassin's Creed, Connor ha una salute auto-rigenerante, ma che non viene recuperata in combattimento; tuttavia, subito dopo il termine dello stesso la salute sarà completamente ripristinata. In questo capitolo non saranno presenti glifi come in alcuni dei precedenti episodi. Ubisoft Annecy, che ha sviluppato gli elementi multiplayer di Assassin's Creed: Revelations, è stato incaricato di sviluppare il multigiocatore anche sul nuovo episodio.

## Personaggi e doppiatori

### Assassini
- Desmond Miles: discendente di Haytham Kenway e di suo figlio Connor Kenway. In italiano è doppiato da Alessandro Rigotti.
- William Miles: padre di Desmond, viene salvato da quest'ultimo dopo essere caduto prigioniero dell'Abstergo. In italiano è doppiato da Fabrizio Pucci.
- Shaun Hastings: storico britannico cinico e dalla lingua pungente, continua ad occuparsi del database dell'Animus. In italiano è doppiato da Matteo Zanotti.
- Rebecca Crane: giovane Assassina, amica di vecchia data di Shaun. Ha costruito l'Animus 2.0 e il nuovo Animus 3.0. In italiano è doppiata da Jenny De Cesarei.
- Connor Kenway: protagonista del gioco. Il suo vero nome è Ratonhnhaké: ton e significa "vita piena di graffi". In italiano è doppiato da Riccardo Niseem Onorato.
- Achille Davenport: mentore Assassino durante la Guerra Franco-Indiana e la Rivoluzione Americana. In italiano è doppiato da Marco Balbi.
- Robert Faulkner: celebre marinaio e Assassino, primo ufficiale dell'Aquila. In italiano è doppiato da Tony Fuochi.

### Templari
- Warren Vidic: membro dei Templari, muore per mano di Desmond, recatosi all'Abstergo a liberare il padre William. In italiano è doppiato da Riccardo Rovatti.
- Daniel Cross: inizialmente membro degli Assassini, in seguito appoggia la causa dei Templari. Morirà per mano di Desmond all'Abstergo. In italiano è doppiato da Maurizio Merluzzo.
- Reginald Birch: gran Maestro dell'Ordine dei Templari in Inghilterra, artefice dell'arrivo di Haytham Kenway nelle colonie americane. In italiano è doppiato da Cesare Rasini.
- Edward Braddock: membro dei Templari, morirà per mano di Haytham Kenway a causa del suo tradimento nei confronti dell'Ordine. In italiano è doppiato da Antonello Governale.
- Silas Thatcher: membro dei Templari, anche lui come Braddock ha tradito l'Ordine. Rapisce Benjamin Church, il quale verrà salvato da Haytham. In seguito sarà proprio Church ad assassinare Silas, dopo che Haytham e il suo gruppo sono riusciti a infiltrarsi con successo nel Forte da lui difeso, scatenando una rivolta. In italiano è doppiato da Giorgio Melazzi.
- Benedict Arnold: soldato nato nelle colonie americane, da eroe di guerra fedele ai patrioti si allea invece ai Templari e ai soldati inglesi, ma il suo tradimento verrà scoperto da Connor. Tuttavia un attacco al forte di West Point da parte degli inglesi, gli consentirà di fuggire in mare e salvarsi da Connor. In italiano è doppiato da Giorgio Melazzi.
- William Johnson: maestro dell'Ordine Templare, muore per mano di Connor Kenway, dopo che aveva tentato di acquistare le terre degli indigeni. In italiano è doppiato da Massimiliano Lotti.
- John Pitcairn: appartenente all'Ordine dei Templari, muore durante la Battaglia di Bunker Hill. In italiano è doppiato da Paolo Sesana.
- Thomas Hickey: appartenente all'Ordine dei Templari, muore dopo aver tentato di uccidere George Washington. È in assoluto il più rozzo dei Templari fedeli a Haytham e Lee, asserendo infatti che li segue solo per soldi e non per ideali. È l'unico antagonista a cui Connor, in punto di morte, non dedica la frase di commiato. In italiano è doppiato da Francesco Mei.
- Benjamin Church: membro dei Templari, viene salvato da Haytham Kenway e Charles Lee dalla grinfie di Silas. Diventa quindi uno dei membri di spicco dei Templari del Nuovo Mondo, ma alla fine tradisce la fiducia di Haytham, che pur di catturarlo scende a patti con Connor. Viene ucciso proprio da Connor Kenway durante una battaglia nel mare dei Caraibi, dopo che Haytham lo ha pestato a sangue. In italiano è doppiato da Claudio Beccari.
- Haytham Kenway: protagonista delle prime tre sequenze (oltre alla sequenza introduttiva ambientata nel Teatro di Londra), appoggia la causa dei Templari. Dal 1754 fino alla sua morte è il Gran Maestro dell'Ordine Templare in America. È il padre di Connor, di cui inizialmente ignora l'esistenza. In italiano è doppiato da Claudio Moneta.
- Charles Lee: guida di Haytham Kenway quando quest'ultimo sbarca a Boston nel 1754, vista la sua fedeltà, Haytham decide di farlo diventare un Templare. Grazie a Lee, Haytham conosce William Johnson, Thomas Hickey, salva Benjamin Church dalle malvagie grinfie di Silas Thatcher e John Pitcairn da Edward Braddock. In italiano è doppiato da Valerio Amoruso.

### Altri
- Minerva: membro della Prima Civilizzazione, in contrasto con Giunone al fine di salvare gli umani. In italiano è doppiata da Elda Olivieri.
- Giunone: membro della Prima Civilizzazione, nel corso degli anni sviluppa odio verso le altre due entità della Triade Capitolina, ovvero Giove e Minerva e in seguito verso gli umani perché li considera responsabili della morte del marito Aita, causata dal tentativo del marito di salvarli. In italiano è doppiata da Cinzia Massironi.
- Kaniehti: madre dell'assassino Connor Kenway, morirà in seguito a un incendio innescato da George Washington nel 1760, che Connor crederà erroneamente essere stato appiccato da Charles Lee. In italiano è doppiata da Marcella Silvestri.
- George Washington: comandante dell'Esercito Continentale durante la Rivoluzione Americana, in seguito divenne il primo presidente degli Stati Uniti. Possiede una delle Mele dell'Eden. La sua figura suscita reazioni contrastanti fra i personaggi che Connor incontra nella sua avventura. I fedeli all'Indipendenza lo reputano un uomo senza macchia, un leader di altissimo valore morale e un comandante fermo. I Templari invece lo criticano aspramente: Haytham lo ritiene un incapace a livello militare, Lee afferma che è un uomo dubbioso e con poca personalità. In seguito lo stesso Connor, pur aiutando Washington, lo criticherà aspramente. In italiano è doppiato da Giorgio Bonino.
- Gilbert du Motier de La Fayette: generale francese amico di George Washington, grazie a quest'ultimo conobbe Connor. In italiano è doppiato da David Antoni.
- Samuel Adams: abile politico e uno dei padri fondatori delle colonie americane, insegnerà a Connor come diminuire il proprio livello di ricercato. Nonostante un iniziale approccio freddo, col passare del tempo Connor svilupperà un profondo e sincero rispetto verso Adams. In italiano è doppiato da Diego Sabre.
- Israel Putnam: abile soldato, viene considerato secondo solo a George Washington. In italiano è doppiato da Giovanni Battezzato.
- Paul Revere: famoso per aver cavalcato nel pieno della notte del 18 aprile 1775, riuscì ad avvertire la milizia coloniale dell'imminente attacco delle forze Britanniche, poco prima della Battaglia di Lexington. Dopo quella notte divenne un alleato di Connor. In italiano è doppiato da Matteo Zanotti.

## Sviluppo

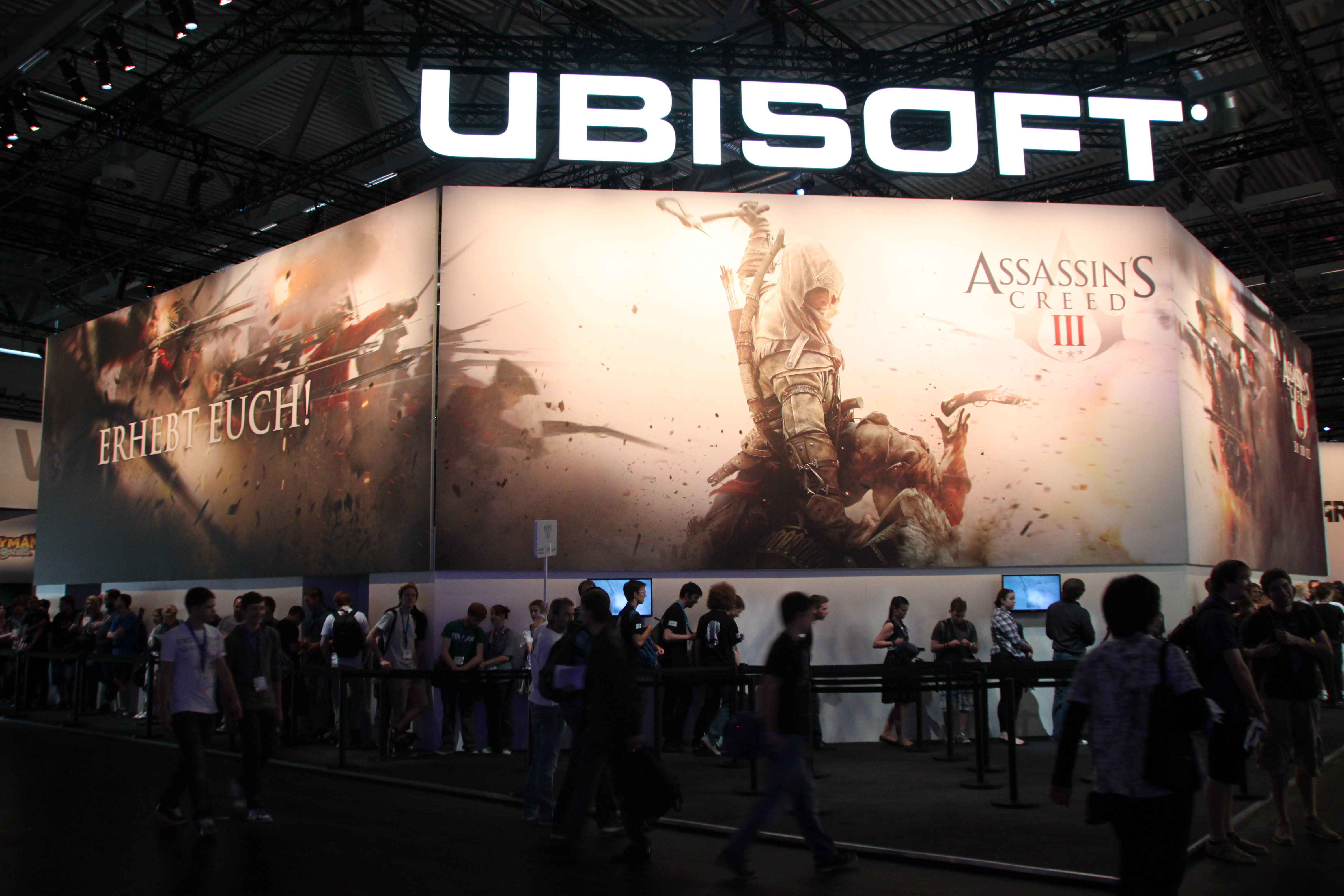
Stand di Assassin's Creed III al Gamescom del 2012 in Germania.

Lo sviluppo di Assassin's Creed III è cominciato al termine di quello di Assassin's Creed II (2009), coinvolgendo un team di sviluppatori senior che ha lavorato segretamente per anni. Il titolo era fase di realizzazione da più di due anni e mezzo, diventando il gioco della serie Assassin's Creed con il processo di realizzazione più lungo. Nel giugno 2009 Patrice Désilets, ex direttore creativo di Ubisoft, ha affermato che la serie è sempre stata pianificata come una trilogia; ha aggiunto, inoltre, che Assassin's Creed III si sarebbe concentrato sulla ricerca degli Assassini per prevenire la fine del mondo nel 2012, e sulla loro corsa contro il tempo per trovare i templi e le mele dell'Eden costruiti dai Predecessori.
Quando Ubisoft ha rivelato per la prima volta Assassin's Creed: Brotherhood nel 2010, si creò una certa confusione all'interno della comunità di gioco sul fatto che questo capitolo fosse Assassin's Creed III. Secondo gli sviluppatori, Brotherhood non era Assassin's Creed III, e che il terzo capitolo non avrebbe avuto come protagonista un "personaggio preesistente". Jean-François Boivin di Ubisoft, nel giugno 2010, ha precisato che ogni titolo numerato di Assassin's Creed introdurrà un nuovo personaggio principale e una nuova ambientazione.
Nell'ottobre del 2011, Alexandre Amacio, direttore creativo di Assassin's Creed: Revelations, annuncia che un nuovo capitolo della saga sarebbe stato pubblicato prima del dicembre 2012. Nel febbraio del 2012, Ubisoft conferma ufficialmente l'esistenza di Assassin 's Creed III, e la sua data di uscita del Nord America fissata per il 30 ottobre 2012. Yves Guillemot, CEO di Ubisoft, ha descritto Assassin's Creed III come "la vera nuova generazione sia del marchio Assassin's Creed che dell'intrattenimento interattivo / narrazione in generale. Spingeremo molto il titolo perché è un prodotto fantastico su cui il team ha lavorato per tre anni. Quello che abbiamo visto è semplicemente favoloso". Guillemot ha continuato dicendo che l'editore sta investendo più pesantemente nel gioco che in qualsiasi altro titolo della serie.

### Grafica e tecnologia
Assassin's Creed III è stato realizzato presso Ubisoft Montréal in collaborazione con altri sei studi interni ed è realizzato utilizzando il nuovo motore AnvilNext, che porta una serie di consistenti innovazioni nell'intelligenza artificiale, nei modelli dei personaggi e nel comparto grafico in generale. AnvilNext è "rivoluzionario", ed è in grado di renderizzare migliaia di uomini in battaglia, ma anche di offrire un nuovo livello di dettaglio dei volti, anche grazie al miglioramento delle tecniche di motion capture.
Il motore grafico è stato sviluppato dal team di Assassin's Creed II e secondo il direttore creativo Alex Hutchinson, l'obiettivo è stato ambizioso fin dall'inizio, egli stesso commenta così: "È una cosa spaventosa da dire, ma penso che l'obiettivo fosse quello di offrire una grafica next-gen sull'attuale generazione".
Tra le novità principali che porta questo nuovo motore grafico, oltre alla migliore qualità dei volti, vi è anche un movimento più fluido e realistico dei personaggi, il ciclo di stagioni che muta radicalmente l'aspetto delle ambientazioni (ad esempio d'estate abbiamo alberi rigogliosi, mentre in inverno gli alberi diventano spogli e il panorama è completamente innevato). Un'altra novità sta nel fatto che il numero dei personaggi presenti nella mappa è aumentato, grazie a questa miglioria è possibile creare delle scene di battaglia con fino a duemila soldati presenti nella mappa. Inoltre con l'AnvilNext si ha un miglioramento delle texture e, di conseguenza, un aumento dei particolari delle ambientazioni, per rendere ancora più realistica la grafica.

### Ambientazione e rappresentazione storica
Il gioco è ambientato nel XVIII secolo in Nord America, in particolar modo nelle città di Boston e New York, la frontiera e la tenuta Davenport. L'avventura copre un arco di tempo di trent'anni, dal 1753 al 1783, periodo in cui ebbe luogo la Guerra d'indipendenza americana, che vide lo scontro tra le tredici colonie americane e la Corona Inglese. Assassin's Creed III ripropone anche diversi momenti celebri della Rivoluzione come il massacro di Boston, il Boston Tea Party e la battaglia di Lexington.
Nel gioco sono presenti personaggi storici come George Washington, Benjamin Franklin, il Marchese de La Fayette, Israel Putnam, Paul Revere, Samuel Adams e Charles Lee.

### Colonna sonora
La colonna sonora è stata composta da Lorne Balfe, il quale, insieme a Jesper Kyd, ha già curato le musiche di Assassin's Creed: Revelations. La colonna sonora è stata rilasciata tramite download digitale il 30 ottobre 2012. Balfe ha anche composto la musica all'interno del contenuto DLC, La Tirannia di Re Washington, con la colonna sonora pubblicata tramite distribuzione digitale il 23 aprile 2013.

## Promozione

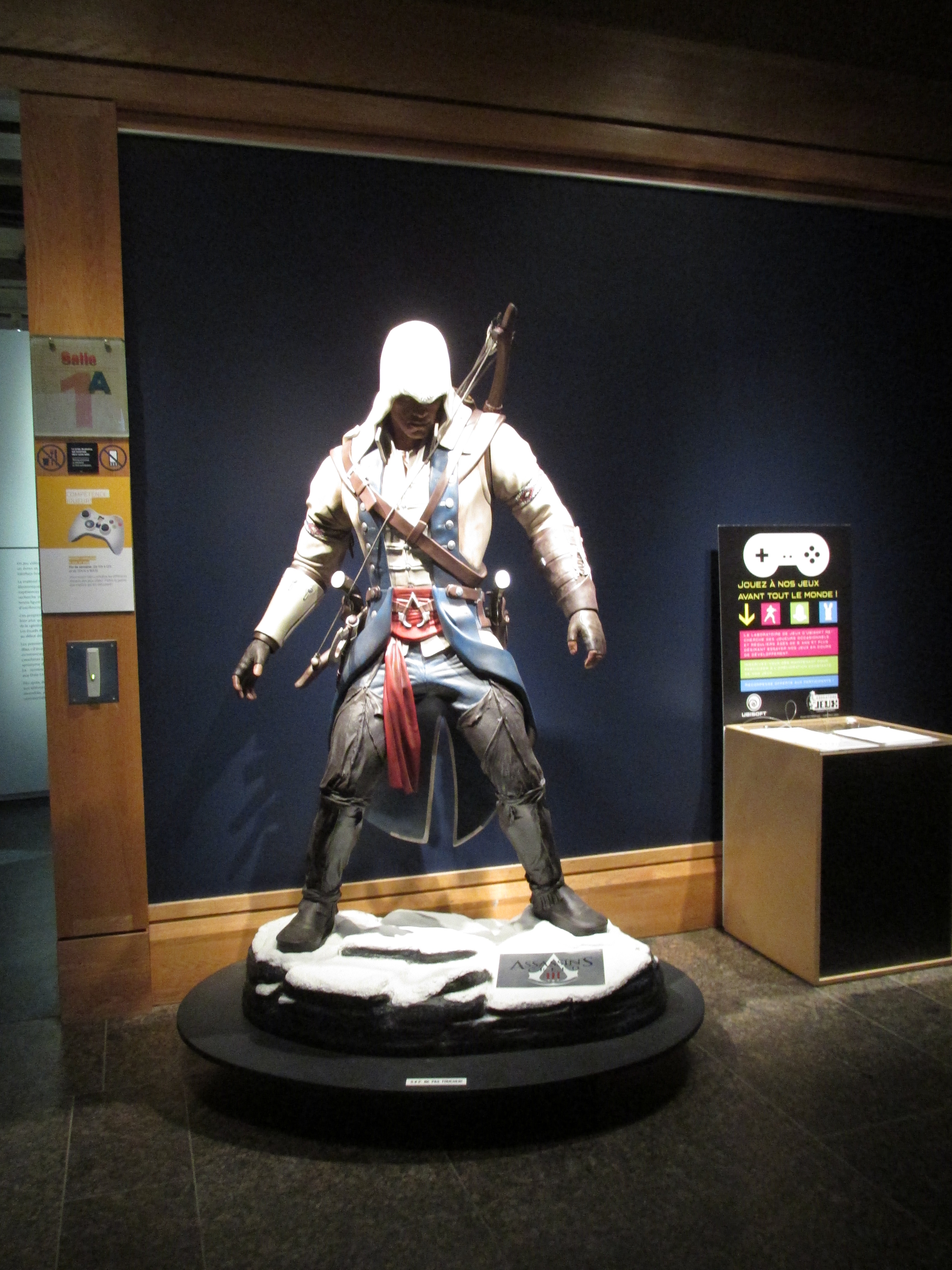
Statua del protagonista di Assassin's Creed III a una mostra di videogiochi presentata da Ubisoft a Quebec City, in Canada.

Il vicepresidente senior delle vendite e del marketing di Ubisoft, Tony Key, ha affermato che il gioco godrà della più grande copertura di marketing nella storia dell'azienda. L'amministratore delegato di Ubisoft UK Rob Cooper ha affermato che Assassin's Creed III è un buon punto di ingresso per i nuovi arrivati nella serie e che pensa che reggerà il confronto con le più grandi uscite di quell'anno.
Il 4 giugno 2012, all'E3, viene mostrato il primo gameplay giocato in diretta. Quattro mesi dopo, il 4 ottobre, è stato pubblicato il trailer inerente alla storia di Connor. Il 23 ottobre 2012, viene pubblicato il trailer di lancio del gioco.
Per le varie pubblicità fatte ad Assassin's Creed III sono stati spesi più di 4 milioni di sterline ossia più di 5 milioni di euro.

## Edizioni limitate
Le limited edition messe in commercio in Europa sono le seguenti quattro: la Special Edition, la Ubiworkshop edition, la Join or Die Edition e la Freedom Edition,La Freedom Edition è un'esclusiva Gamestop e Ubishop.
Esiste anche una collector's edition messa in commercio esclusivamente negli Stati Uniti, intitolata Assassin's Creed III: Limited Edition, disponibile solo per le versioni PS3 e Xbox 360 del gioco.

## Contenuti scaricabili

### Benedict Arnold
Primo DLC reso disponibile e solo in esclusiva per PlayStation 3. Tale DLC si concentra sul tradimento del generale Benedict Arnold a discapito di George Washington.

### La Tirannia di Re Washington
La Tirannia di Re Washington è un DLC a episodi (tre in tutto), il primo dei quali è stato pubblicato da Ubisoft il 19 febbraio 2013, chiamato L'Infamia. Questo DLC narra una storia alternativa nella quale, dopo la fine della Rivoluzione americana, il neo-presidente George Washington si autoproclamò Re d'America e, tentato dalla prospettiva del potere assoluto e corrotto dal Frutto dell'Eden, si decise a sterminare la minoranza indigena, di cui Connor Kenway fa parte.
La campagna si forma di tre atti: L'Infamia, messo in commercio il 19 febbraio 2013 per PC e Xbox 360 ed il 20 febbraio per PlayStation 3; Il Tradimento, messo in commercio il 19 marzo 2013 per PC e Xbox 360 ed il 20 marzo per PlayStation 3; La Redenzione, messo in commercio il 23 aprile 2013 per PC e Xbox 360 ed il 24 febbraio per PlayStation 3. In ognuno di questi episodi Ratonhnhaké:ton acquisirà un nuovo potere legato alla tradizione degli animali totemici propria della cultura dei nativi americani. Ciò implicherà modifiche sostanziali nel gameplay; infatti in seno al primo segmento si otterrà il mantello del Lupo che conferirà a Ratonhnhaké:ton la capacità di eludere le guardie divenendo invisibile e il dono di richiamare tre lupi in suo soccorso (alla stregua degli adepti Assassini). La vicenda, essendo una realtà alternativa, non è inserita nella campagna principale, infatti, applicando l'aggiornamento, è collocata in una nuova voce del menù principale, nominata appunto La Tirannia di Re Washington. Il giocatore, in questa nuova storia, dovrà ricominciare da capo per quanto riguarda armi e potenziamenti che si troveranno nei forzieri sparsi per la Frontiera o per le città, infatti ogni nuovo DLC acquistato aggiungerà una città, fatta esclusione per la Tenuta di Davenport. Ci sarà anche un percorso nel quale Connor dovrà recuperare dei ricordi della sua vita parallela.

## Rimasterizzazione
Nel settembre 2018 è stata annunciata un'edizione rimasterizzata di Assassin's Creed III. L'edizione, oltre ad includere - a titolo gratuito - tutti i contenuti scaricabili, apporta diverse migliorie alle immagini, all'illuminazione e risoluzione, ai modelli dei personaggi e a diverse meccaniche di gioco. È stata rilasciata il 29 marzo 2019 per Microsoft Windows, PlayStation 4 e Xbox One, sia come componente aggiuntivo scaricabile di Assassin's Creed: Odyssey che come gioco autonomo. Una versione per Nintendo Switch è stata rilasciata il 21 maggio 2019.

## Accoglienza

### Critica
Assassin's Creed III ha ricevuto recensioni principalmente positive. Su Metacritic ha un punteggio di 85/100 per la versione su PlayStation 3, 84/100 per Xbox 360, 85/100 per Wii U e 80/100 per Microsoft Windows.

### Vendite
Durante la sua prima settimana di commercializzazione il gioco ha venduto più di 3,5 milioni di copie nel mondo, senza contare le versioni Wii U e PC, il che rappresenta un incremento più che raddoppiato rispetto alle vendite del capitolo precedente.
Dopo un mese le copie vendute raggiungono quota 7 milioni.
Nel 2012 le vendite hanno superato quota 12 milioni.
Ha vinto il Drago d'Oro dell'anno 2012.

## Altri media
Il libro Assassin's Creed: Forsaken è basato sulla trama di Assassin's Creed III e inizia col diario di Haytham e le sue imprese.

## Sequel
Nel 2013 è uscito il seguito, ovvero, Assassin's Creed IV: Black Flag, dove il protagonista è Edward Kenway, padre di Haytham e nonno di Connor.